# Leptogaster arida
Leptogaster arida är en tvåvingeart som beskrevs av Cole 1919. Leptogaster arida ingår i släktet Leptogaster och familjen rovflugor. Inga underarter finns listade i Catalogue of Life.